# Maria-Dolorès de Malherbe

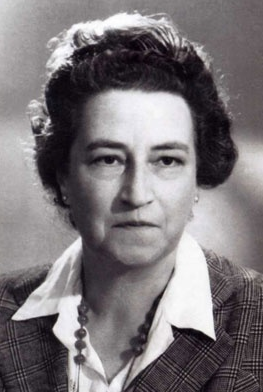
Maria-Dolorès de Malherbe, um 1938

Maria-Dolorès de Malherbe (geborene Mac Lennan; * 2. September 1894; † 19. April 1966) war eine Französin, die als Gerechte unter den Völkern anerkannt wurde, weil sie während der deutschen Besatzung im Département Sarthe den Juden Didier Lazard versteckt hatte.

## Biografie
Maria-Dolorès Mac Lennan wurde am 2. September 1894 in einer britischen Familie geboren. Sie heiratete Raymond de Malherbe, den Enkelsohn von Raymond de Malherbe, der 1932 verstarb. Als Witwe erlebte sie mit ihrem Sohn Armand-Guy de Malherbe den Zweiten Weltkrieg.
Didier Lazard wurde 1910 als Enkelsohn des Gründers der Bank Lazard geboren. Er erwarb ein Doktorat der Rechtswissenschaften sowie einen Abschluss der École libre des sciences politiques. Als Jude suchte er während der deutschen Besatzung Frankreichs Zuflucht in Marçon. Er wurde von Pfarrer Bézine auf Frau de Malherbe verwiesen. So kam er nach dem Château de Poillé in Marçon an, das der Familie Malherbe gehörte, und wurde in Maria-Dolorès de Malherbes Wohnung aufgenommen und dort von ihr und ihrem Sohn Armand-Guy von Februar 1943 bis August 1944 versteckt. Die zwei Jugendlichen verbrüderten sich miteinander und Lazard half Armand-Guy zur Vorbereitung der Schulprüfung.
Anfang August 1944 besetzte die SS das Gelände und fällte dort Bäume, um Material zum Tarnen zu gewinnen. Armand-Guy gab Didier Lazard einen Gärtneranzug, damit er zu einem Bauernhof fliehen konnte. Später kehrte Lazard nach Paris zurück und wurde Journalist, Soziologe und Hochschullehrer am Institut d’études politiques. Er starb im Jahr 2004.
Maria-Dolorès de Malherbe starb mit 71 Jahren am 19. April 1966. Am 20. Oktober 2013 wurde sie von der Gedenkstätte Yad Vashem als Gerechte unter den Völkern anerkannt. Die Anerkennungszeremonie fand am 7. September 2014 statt.